# Gattico
Gattico (Gàtich in piemontese) è una frazione del comune di Gattico-Veruno, in provincia di Novara.
Comune autonomo fino al 31 dicembre 2018, è accorpato dal 1º gennaio 2019 all'altro comune soppresso di Veruno nella nuova entità amministrativa della quale è capoluogo comunale.

## Storia

### Simboli
Lo stemma e il gonfalone del comune di Gattico erano stati concessi con decreto del presidente della Repubblica dell'11 settembre 1996.
Il gonfalone era un drappo di bianco.

## Società

### Evoluzione demografica
Abitanti censiti

## Amministrazione
Di seguito è presentata una tabella relativa alle amministrazioni che si sono succedute in questo comune.
| Periodo        | Periodo          | Primo cittadino             | Partito                                 | Carica  | Note  |
| -------------- | ---------------- | --------------------------- | --------------------------------------- | ------- | ----- |
| 10 luglio 1985 | 27 maggio 1990   | Franco Nicolazzi            | Partito Socialista Democratico Italiano | Sindaco | [ 6 ] |
| 27 maggio 1990 | 26 febbraio 1994 | Franco Nicolazzi            | Partito Socialista Democratico Italiano | Sindaco | [ 6 ] |
| 10 marzo 1994  | 24 aprile 1995   | Federico Casaccio           | Partito Socialista Democratico Italiano | Sindaco | [ 6 ] |
| 24 aprile 1995 | 14 giugno 1999   | Federico Casaccio           | centro-sinistra                         | Sindaco | [ 6 ] |
| 14 giugno 1999 | 14 giugno 2004   | Federico Casaccio           | centro-sinistra                         | Sindaco | [ 6 ] |
| 14 giugno 2004 | 30 marzo 2008    | Filiberto Di Giorno Farioli | centro-destra                           | Sindaco | [ 6 ] |
| 8 giugno 2009  | 7 giugno 2014    | Andrea Zonca                | lista civica                            | Sindaco | [ 6 ] |
| 7 giugno 2014  | 31 dicembre 2018 | Andrea Zonca                | lista civica: arco                      | Sindaco | [ 6 ] |